# 親親鬱金香
《親親鬱金香》是大塚愛的第14張單曲。2007年2月21日由艾迴發行其之。初回版附特製「CHU-LIP 親親鬱金香」貼紙，DVD版同時發售。

## 關於
- 「CHU-LIP」一詞由來是由鬱金香（tulip）的「lip」（嘴唇），加上發音與「tulip」的「tu」相似的「CHU」狀聲詞，來表示嘟嘴貌。
- 在2007年12月31日播放的「紅白歌唱大賽」上演唱該曲。

## 收錄歌曲

### CD
1. 親親鬱金香 (03:59)
日劇「燦爛實習醫生」主題曲。
第四張專輯《LOVE PiECE》收錄。
2. 回到你身邊。 (05:21)
3. 親親鬱金香（演奏版） (03:59)
4. 回到你身邊。（演奏版） (05:18)

### DVD
1. 親親鬱金香 Music Clip

## 排行榜
| 發行          | 排行榜            | 最高排行 | 首日/週銷售 | 總銷售  | 排行計算時間 |
| ------------- | ----------------- | -------- | ----------- | ------- | ------------ |
| 2007年2月21日 | Oricon 日銷售排行 | #2       | -           | 120,779 | 35天         |
| 2007年2月21日 | Oricon 週銷售排行 | #3       | 55,362      | 120,779 | 5個星期      |
| 2007年2月21日 | Oricon 年銷售排行 | -        | -           | -       | -            |